# Cystoscopie

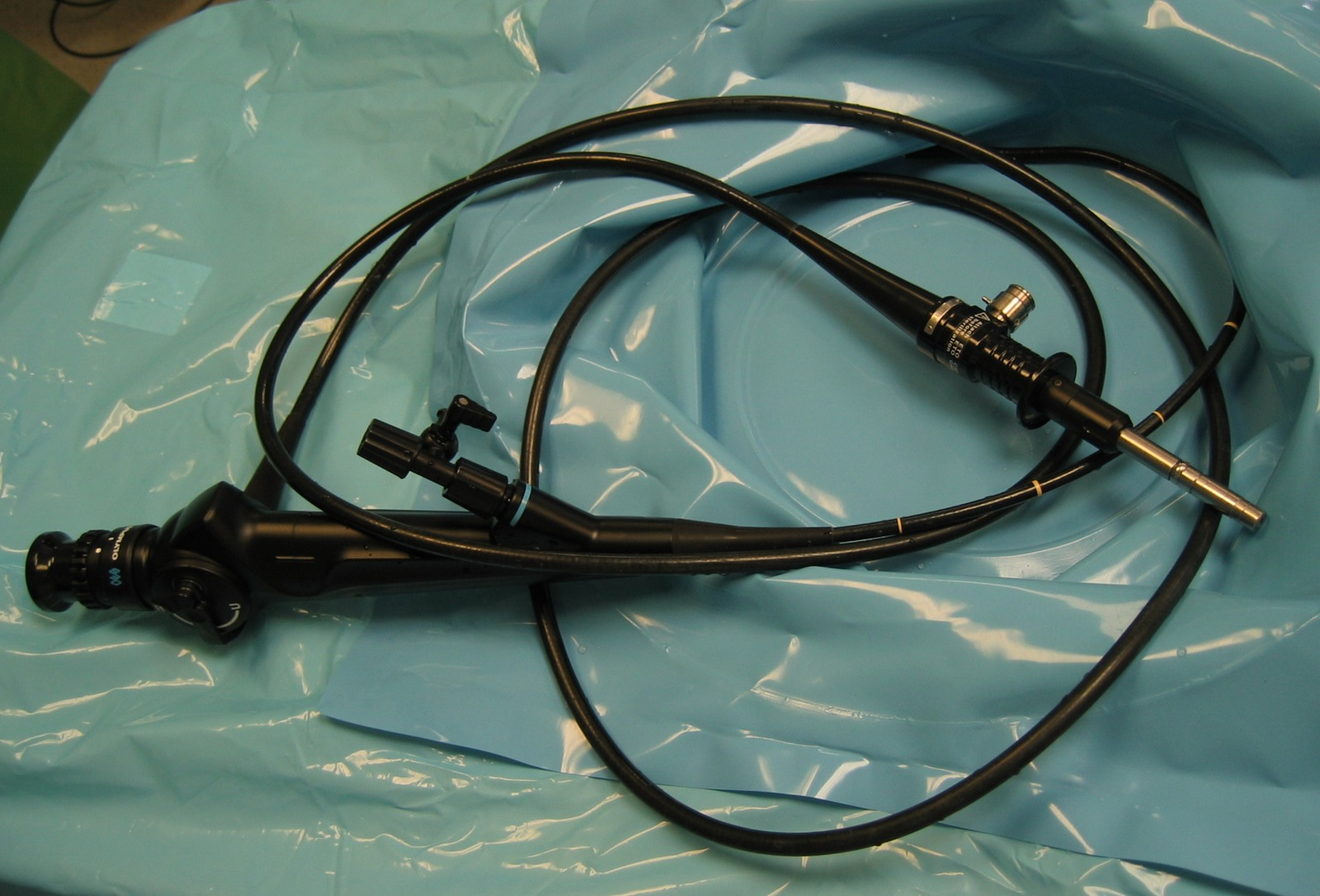
Cystoscoop

Cystoscopie is een kort durend geneeskundig onderzoek dat vooral door urologen wordt uitgevoerd, waarbij er met behulp van een starre of flexibele cystoscoop in de blaas wordt gekeken. Hiermee kunnen onder andere anatomische blaasafwijkingen en blaastumoren worden opgespoord.
Vlak voor het onderzoek wordt door een assistent(e) een verdovende gel in de plasbuis ingebracht om de patiënt te ontlasten van het vervelende gevoel van het inbrengen van de cystoscoop, de inbreng te vergemakkelijken en geen weefselschade toe te brengen en als ontsmettingsmiddel te dienen.
Na voldoende inwerking brengt de specialist de cystoscoop via de opening van de plasbuis in de blaas en inspecteert de plasbuis en bij een mannelijke patiënt de prostaatdoorgang. Via een slangetje aan de cystoscoop verbonden met een zak wordt er steriel water in de blaas gebracht. Hierdoor ontplooit de blaas zich en kan de patiënt aandrang tot plassen krijgen. De uroloog stopt dan de toevoer en inspecteert de blaas. Daarna is het onderzoek afgelopen en krijgt de patiënt binnen 10 minuten de uitslag van het onderzoek.
artroscopie ·
bronchoscopie ·
colonoscopie ·
cystoscopie ·
ERCP ·
gastroscopie · 
hysteroscopie ·
laparoscopie ·
laryngoscopie ·
oesofagoscopie ·
rectoscopie ·
sigmoïdoscopie ·
thoracoscopie ·
videocapsule-endoscopie